# Kopciowo (rejon miorski)
Kopciowo (biał. Копцева; ros. Коптево) – wieś na Białorusi, w obwodzie witebskim, w rejonie miorskim, w sielsowiecie Zaucie.

## Historia
W czasach zaborów w powiecie dzisieńskim, w guberni wileńskiej Imperium Rosyjskiego.
W latach 1921–1945 wieś leżała w Polsce, w województwie wileńskim, w powiecie dziśnieńskim, w gminie Jazno.
Według Powszechnego Spisu Ludności z 1921 roku zamieszkiwało tu 88 osób, wszystkie były wyznania prawosławnego i zadeklarowały białoruską przynależność narodową. Było tu 13 budynków mieszkalnych. W 1931 w 16 domach zamieszkiwało 105 osób.
Wierni należeli do parafii rzymskokatolickiej w Dziśnie i prawosławnej w Ćwiecinie. Miejscowość podlegała pod Sąd Grodzki w Dziśnie i Okręgowy w Wilnie; właściwy urząd pocztowy mieścił się w Jaźnie.
Około kilometra na zachód od wsi była umiejscowiona strażnica KOP „Kopciowo”. 17 września 1939 na strażnicę KOP „Kopciowo” uderzyła improwizowana 2 kompania kpt. Zorina z 22 Wietrińskiej komendantury Ochrony Pogranicza NKWD kpt. Kuchariewa. Po 5 – minutowej walce Polacy wycofali się. Poległ osłaniający odwrót kapral. Sowieci aresztowali osadników. Straty agresorów – 1 poległy i 2 rannych. Według Henryka Sobolewskiego sierż. Marek Pietrzak bronił budynku strażnicy ogniem rkm. Miał zabić aż 26 żołnierzy wroga. Po wyczerpaniu amunicji rzucił się z szablą na Sowietów i zginął zakłuty bagnetami. Pochowano go na cmentarzu w Czarnej Górze.
W wyniku napaści ZSRR na Polskę we wrześniu 1939 miejscowość znalazła się pod okupacją sowiecką. 2 listopada została włączona do Białoruskiej SRR. Od czerwca 1941 roku pod okupacją niemiecką. W 1944 miejscowość została ponownie zajęta przez wojska sowieckie i włączona do obwodu witebskiego Białoruskiej SRR.
Od 1991 w składzie niepodległej Białorusi.